# Jacques Imbert
Jacques Imbert (* 30. Dezember 1929 in Toulouse; † 11. November 2019), auch bekannt als Jacky Le Mat, war einer der letzten großen Mafia-Bosse aus dem Marseiller Halbwelt-Milieu.

## Leben
Jacky „Le Mat“ Imbert blickte auf eine jahrzehntelange „Karriere“ als Krimineller zurück. In den 1960er Jahren galt er als Auftragskiller und seit den 1970er Jahren als eine der Schlüsselfiguren in der Marseiller Unterwelt.
Seinen Spitznamen Jacky Le Mat (provenzalisch für Jacky der Verrückte) erhielt er durch die ungewöhnliche Art, wie er in jüngeren Jahren säumige Schuldner zur Zahlung bewegte. Verweigerte jemand die Zahlung, nahm der einen Pilotenschein besitzende Imbert ihn in seinem Privatflugzeug mit. In der Luft schaltete er den Motor aus, öffnete den Sicherheitsgurt seines Begleiters sowie die Tür auf der Copiloten-Seite und ließ das Flugzeug anschließend im Sturzflug absinken, bis sein Mitreisender einlenkte.
Obwohl er jahrzehntelang zu den großen Bossen der Marseiller Unterwelt gehörte, verbrachte er nur eine kurze Zeit seines Lebens in Gefängnissen und konnte seinen Geschäften weitgehend unbehelligt nachgehen. Er selbst sagte später einmal: „Die Polizei kam immer, um mich über Dinge zu befragen, mit denen ich nichts zu tun hatte. Mit den „krummen Dingern“, mit denen ich zu tun hatte, wurde ich gar nicht konfrontiert.“
Bereits am 1. Februar 1977 wurde er zu einer lebenden Legende. Nachdem einige Mitglieder der Bande um Tany Zampa ihm am Parkplatz seines Wohnsitzes in Cassis aufgelauert hatten, durchlöcherten sie ihn mit insgesamt 22 Kugeln und hielten ihn für tot. Doch Imbert überlebte, wenngleich er bei dem Attentat sein rechtes Auge verlor und sein rechter Arm seither fast gelähmt war. Dadurch erwarb er sich den Nimbus der Unbesiegbarkeit und galt fortan als „Katze mit neun Leben“. Er verbündete sich mit Roland Cassone und Francis Vanverberghe und holte zum Gegenschlag aus. Zwischen 1984 und 1986 forderte der Bandenkrieg, an dessen Ende der Zampa-Clan vernichtet war, mehr als 50 Tote.
In späteren Jahren führte er seine Geschäfte unscheinbar und unauffällig von seinem Zufluchtsort auf den Frioul-Inseln.

## Sonstiges
Der auf ihn verübte Anschlag vom 1. Februar 1977 ist auch Vorbild für den Film 22 Bullets.
Einer seiner Freunde war der Schauspieler Alain Delon.